# The New Dinosaurs: An Alternative Evolution
The New Dinosaurs: An Alternative Evolution – książka szkockiego geologa Dougala Dixona wydana w 1988 roku z pogranicza literatury popularnonaukowej oraz science fiction. Autor prezentuje w książce hipotetyczne dinozaury oraz inne zwierzęta, które zamieszkują Ziemie w czasach teraźniejszych, gdyby wymieranie kredowe nie miało miejsca 65 milionów lat temu. The New Dinosaurs jest drugą książką autora z zakresu ewolucji spekulatywnej.

## Zarys treści

Krainy zoogeograficznych według, których autor opisał gatunki

Autor we wstępnych rozdziałach książki porusza zagadnienia związane z teoriami odnoszącymi się do masowego wymierna organizmów oraz opisuje ewolucję dinozaurów, która nie zakończyła się 65 milionów lat temu w wyniku wymierania kredowego tylko była kontynuowana do teraźniejszości. W książce The New Dinosaurs kontynenty znajdują się w obecnych miejscach, a organizmy lądowe zamieszkują w zróżnicowanych środowiskach: lasy równikowe, obszary trawiaste, pustynie, lasy strefy umiarkowanej, lasy iglaste oraz obszary tundrowe. Poszczególne gatunki zwierząt w książce opisywane są według rzeczywistych krain zoogeograficznych (oprócz krainy antarktycznej, która nie została opisana).   
Największą różnorodność w świecie przedstawionym w The New Dinosaurs osiągnęły dinozaury, które zamieszkują wszystkie ekosystemy. Ponadto w książce zostały przedstawione również gady latające i pływające oraz gatunki ptaków, ssaków i amonitów. Autor opisuje hipotetyczne gatunki zwierząt z wieloma szczegółami, m.in.: budową anatomiczną, zależnościami występującymi między nimi oraz systematyką – z nazwami potocznymi i łacińskimi. Łącznie wyróżnionych zostało 62 gatunków zwierząt.
Poniżej przedstawiono przykładowe nazewnictwo zwierząt z nazwami łacińskimi oraz potocznymi w języku angielskim (w nawiasach):
- Caedosaurus gladiadens (cutlasstooth)[6];
- Herbafagus longicollum (lank)[8];
- Herbasaurus armatus (taranter)[7];
- Insulasaurus oceanus (whulk)[5];
- Naremys platycaudus (zwim)[7];
- Pterocolum nibicundum (sift)[4].

## Odbiór i adaptacje
The New Dinosaurs jest drugą książką autora, w której porusza temat ewolucji spekulatywnej. Wcześniej poruszył ten temat w książce pt. After Man: A Zoology of the Future (1981) oraz w późniejszych publikacjach: Man After Man: An Anthropology of the Future (1990) i The Future Is Wild: A Natural History of the Future (2003, z Johnem Adamsem).  
W opinii Williama F. Allmana w recenzji dla U.S. News & World Report, książka pomimo całej swojej fantazji w zakresie ewolucji ukazuje idea, że dinozaury były dobrze przystosowane do środowiska i gdyby wymieranie kredowe nie miało miejsca nadal rządziłyby światem. 
Książka w recenzji Beth Py-Lieberman, która została opublikowana dla magazynu Smithsonian, przedstawia alternatywną historię świata, która została oparta na zasadach ewolucji. Natomiast Robyn Schuster w recenzji dla School Library Journal, określił ją jako kwintesencję książek nt. dinozaurów dla ich miłośników z serii „Co by było gdyby...?”. Dodatkowa współautor recenzji dla School Library Journal Denise Donavin, określiła dzieło Dixona jako „piękną prace wyobraźni i nauki”.
W 2008 roku książka została zaadaptowana do serii japońskich komiksów manga, wydawnictwa Diamond z Tokio.